# UCI WorldTour Feminino de 2018
O UCI WorldTour Feminino de 2018 foi a terceira edição do máximo calendário ciclista feminino a nível mundial.
O calendário tem 23 carreiras começando a 3 de março com a disputa da Strade Bianche, e finalizando a 21 de outubro com o Tour de Guangxi Women's WorldTour. Serão 3 carreiras mais com respeito à edição anterior: Três Dias de Bruges–De Panne, Emakumeen Euskal Bira e o Tour de Guangxi.

## Equipas
As equipas femininas pertencem a uma única divisão. No entanto, estão divididos em hierarquias segundo seu potencial que lhes ajuda a obter convites às carreiras mais importantes. Neste caso os 15 primeiras equipas obtêm convite a todas as carreiras deste circuito. Não obstante, as equipas podem renunciar a ela pelo que é provável que em todas as carreiras tenha equipas participantes fora de 15 primeiros sem convite assegurado já que a carreira lhes outorgou convite "extra" fora das obrigatórias. Também podem participar selecções nacionais mas sem convite assegurado, estes ao igual que todas as equipas têm direito a pontuação.
Como novidade a partir deste ano se limitam as equipas por carreira nesta categoria a 24 (29 no resto -máximo 176 ciclistas-) deles só 2 equipas podem ser selecções nacionais (1 do país da carreira).
Para a temporada de 2018 as equipas UCI Team Feminino são 46:
| Código UCI | Nome                               | País                   | Continente |
| ---------- | ---------------------------------- | ---------------------- | ---------- |
| ACT        | Alasayl Cycling Team               | Emirados Árabes Unidos | ASI        |
| ALE        | Alé Cipollini                      | Itália                 | EUR        |
| VAI        | Aromitalia Vaiano                  | Itália                 | EUR        |
| ALÇA       | Astana Women's Team                | Cazaquistão            | ASI        |
| BPK        | BePink                             | Itália                 | EUR        |
| BDM        | Bizkaia-Durango                    | Espanha                | EUR        |
| DLT        | Boels Dolmans Cycling Team         | Países Baixos          | EUR        |
| BTC        | BTC City Ljubljana                 | Eslovênia              | EUR        |
| CSR        | Canyon Sram Racing                 | Alemanha               | EUR        |
| CBT        | Cervélo-Bigla Pro Cycling Team     | Alemanha               | EUR        |
| GPC        | Chinesa Liv Pro Cycling            | Hong Kong              | ASI        |
| CGS        | Cogeas-Mettler Pro Cycling Team    | Rússia                 | EUR        |
| CZG        | Conceria Zabri-Fanini-Guerciotti   | Albânia                | EUR        |
| CPC        | Cylance Pro Cycling                | Estados Unidos         | AME        |
| DVE        | Doltcini-Van Eyck Sport            | Bélgica                | EUR        |
| SBT        | Eurotarget-Bianchi-Vitasana        | Itália                 | EUR        |
| EXP        | Experza-Footlogix                  | Bélgica                | EUR        |
| FDJ        | FDJ Nouvelle Aquitaine Futuroscope | França                 | EUR        |
| HBS        | Hagens Berman-Supermint            | Estados Unidos         | AME        |
| HCT        | Health Mate-Cyclelive Team         | Bélgica                | EUR        |
| HPU        | Hitec Products                     | Noruega                | EUR        |
| LSL        | Lotto Soudal Ladies                | Bélgica                | EUR        |
| MCC        | Minsk Cycling Clube                | Bielorrússia           | EUR        |
| MTS        | Mitchelton Scott                   | Austrália              | OCE        |
| MOV        | Movistar Team                      | Espanha                | EUR        |
| PHV        | Parkhotel Valkenburg               | Países Baixos          | EUR        |
| RLW        | Rally Cycling                      | Estados Unidos         | AME        |
| MIC        | S.C. Michela Fanini                | Itália                 | EUR        |
| SER        | Servetto-Stradalli Cycle           | Itália                 | EUR        |
| SWT        | Sopela Women's Team                | Espanha                | EUR        |
| T20        | Sho-Air Twenty20                   | Estados Unidos         | AME        |
| STR        | Storey Racing                      | Reino Unido            | EUR        |
| SWA        | Swapit Agolico                     | México                 | AME        |
| TDP        | Team Dukla Praha Women             | Chéquia                | EUR        |
| ILU        | Team Illuminate                    | Estados Unidos         | AME        |
| SUN        | Team Sunweb                        | Países Baixos          | EUR        |
| TIB        | Team Tibco-Silicon Valley Bank     | Estados Unidos         | AME        |
| TVW        | Team Virtu Cycling Women           | Dinamarca              | EUR        |
| TWC        | Thailand Women's Cycling Team      | Tailândia              | ASI        |
| TOP        | Top Girls Fassa Bortolo            | Itália                 | EUR        |
| DRP        | Trek-Drops                         | Reino Unido            | EUR        |
| UHC        | Unitedhealthcare Pro Cycling Team  | Estados Unidos         | AME        |
| VAL        | Valcar PBM                         | Itália                 | EUR        |
| WAD        | WaowDeals Pro Cycling              | Países Baixos          | EUR        |
| WHT        | Wiggle High5                       | Reino Unido            | EUR        |
| WNT        | WNT-Rotor Pro Cycling              | Reino Unido            | EUR        |

- Em verde, os 15 equipas automaticamente convidadas a todas as carreiras.

## Carreiras
| UCI World Tour Feminino 2018 | UCI World Tour Feminino 2018 | UCI World Tour Feminino 2018             | UCI World Tour Feminino 2018 | UCI World Tour Feminino 2018 |
| Data                         | País                         | Corrida                                  | Vencedor                     |                              |
| ---------------------------- | ---------------------------- | ---------------------------------------- | ---------------------------- | ---------------------------- |
| 3 mar.                       | Itália                       | Strade Bianche feminina                  | Anna van der Breggen         |                              |
| 11 mar.                      | Países Baixos                | Tour de Drenthe feminino                 | Amy Pieters                  |                              |
| 18 mar.                      | Itália                       | Troféu Alfredo Binda-Comune di Cittiglio | Katarzyna Niewiadoma         |                              |
| 22 mar.                      | Bélgica                      | Clássica Bruges–De Panne feminina        | Jolien D'Hoore               |                              |
| 25 mar.                      | Bélgica                      | Gante-Wevelgem feminina                  | Marta Bastianelli            |                              |
| 1 abr.                       | Bélgica                      | Tour de Flandres feminino                | Anna van der Breggen         |                              |
| 15 abr.                      | Países Baixos                | Amstel Gold Race feminina                | Chantal Blaak                |                              |
| 18 abr.                      | Bélgica                      | Flecha Valona Feminina                   | Anna van der Breggen         |                              |
| 22 abr.                      | Bélgica                      | Liège-Bastogne-Liège Feminina            | Anna van der Breggen         |                              |
| 26 – 28 abr.                 | China                        | Tour of Chongming Island                 | Charlotte Becker             |                              |
| 17 – 19 mai.                 | Estados Unidos               | Volta à Califórnia feminina              | Katie Hall                   |                              |
| 19 – 22 mai.                 | Espanha                      | Emakumeen Euskal Bira                    | Amanda Spratt                |                              |
| 13 – 17 jun.                 | Reino Unido                  | The Women's Tour                         | Coryn Rivera                 |                              |
| 6 – 15 jul.                  | Itália                       | Giro de Itália Feminino                  | Annemiek van Vleuten         |                              |
| 17 jul.                      | França                       | La Course by Le Tour de France           | Annemiek van Vleuten         |                              |
| 28 jul.                      | Reino Unido                  | RideLondon Classique                     | Kirsten Wild                 |                              |
| 11 ago.                      | Suécia                       | Postnord Vårgårda WestSweden TTT         | Boels Dolmans                |                              |
| 13 ago.                      | Suécia                       | Postnord Vårgårda WestSweden RR          | Marianne Vos                 |                              |
| 16 ago.                      | Noruega                      | Ladies Tour of Norway, TTT               | Sunweb                       |                              |
| 17 – 19 ago.                 | Noruega                      | Volta à Noruega feminina                 | Marianne Vos                 |                              |
| 25 ago.                      | França                       | Grande Prémio feminino de Plouay         | Amy Pieters                  |                              |
| 28 ago. – 2 set.             | Países Baixos                | Holland Ladies Tour                      | Annemiek van Vleuten         |                              |
| 15 – 16 set.                 | Espanha                      | Ceratizit Challenge by La Vuelta         | Ellen van Dijk               |                              |
| 21 out.                      | China                        | Tour de Guangxi Feminino                 | Arlenis Sierra               |                              |

## Barómetro 2018
Todas as carreiras outorgam pontos para o UCI WorldTour Feminino de 2018 e para o UCI World Ranking Feminino, incluindo a todas as corredoras das equipas de categoria UCI Team Feminino.
O barómetro de pontuação é o mesmo para todos as carreiras, mas as carreiras por etapas (2.wwT), outorgam pontos adicionais pelas vitórias de etapa e por vestir a t-shirt do líder da classificação geral:
| Posição             | 1.ª | 2.ª | 3.ª | 4.ª | 5.ª | 6.ª | 7.ª | 8.ª | 9.ª | 10.ª | 11.ª | 12.ª | 13.ª | 14.ª | 15.ª | 16.ª-30.ª | 31.ª-40.ª |
| Classificação geral | 200 | 150 | 125 | 100 | 85  | 70  | 60  | 50  | 40  | 35   | 30   | 25   | 20   | 15   | 10   | 5         | 3         |
| Por etapa           | 25  | 20  | 18  | 16  | 14  | 12  | 10  | 8   | 6   | 4    |      |      |      |      |      |           |           |
| Líder               | 5   |     |     |     |     |     |     |     |     |      |      |      |      |      |      |           |           |

## Classificações Parciais

### Classificação individual

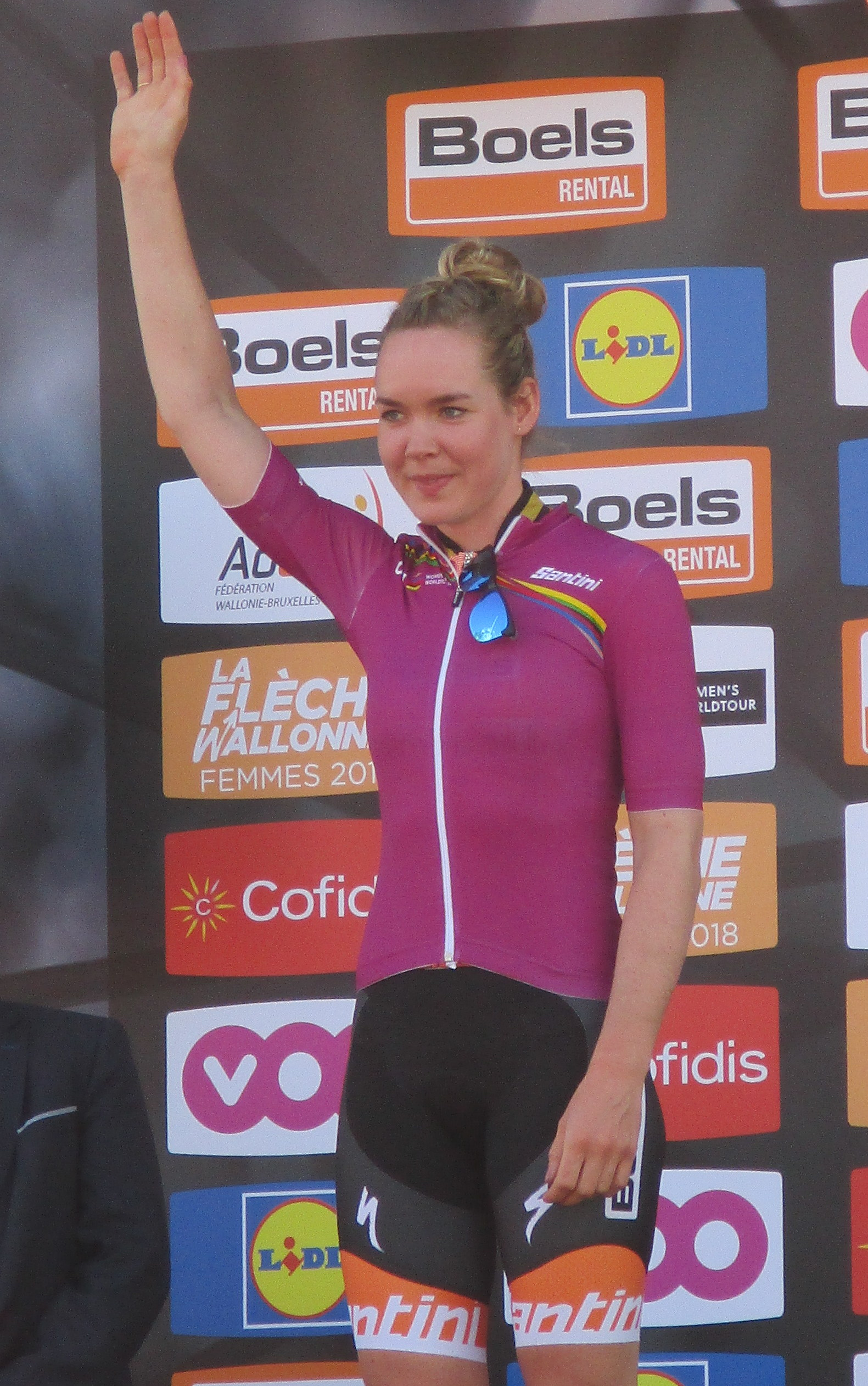
Anna van der Breggen

| Classificação por pontos | Classificação por pontos | Classificação por pontos | Classificação por pontos | Classificação por pontos |
| Ciclista                 | Ciclista                 | Equipe                   | Pontos                   |                          |
| ------------------------ | ------------------------ | ------------------------ | ------------------------ | ------------------------ |
| 1.                       | Annemiek van Vleuten     | Mitchelton-Scott         | 1411 pts                 |                          |
| 2.                       | Marianne Vos             | WaowDeals                | 1394 pts                 |                          |
| 3.                       | Anna van der Breggen     | Boels Dolmans            | 1323 pts                 |                          |
| 4.                       | Amanda Spratt            | Mitchelton-Scott         | 1218 pts                 |                          |
| 5.                       | Coryn Rivera             | Sunweb                   | 1036 pts                 |                          |
| 6.                       | Ashleigh Moolman Pasio   | Cervélo Bigla            | 1012 pts                 |                          |
| 7.                       | Amy Pieters              | Boels Dolmans            | 922 pts                  |                          |
| 8.                       | Katarzyna Niewiadoma     | Canyon-SRAM Racing       | 887 pts                  |                          |
| 9.                       | Jolien D'Hoore           | Mitchelton-Scott         | 685 pts                  |                          |
| 10.                      | Ellen van Dijk           | Sunweb                   | 671 pts                  |                          |

### Classificação por equipas
Esta classificação calcula-se somando os pontos das quatro melhores corredoras da cada equipa ou selecção na cada carreira. As equipas com o mesmo número de pontos classificam-se de acordo a seu corredora melhor classificada.

### Classificação sub-23
| Classificação dos jovens | Classificação dos jovens | Classificação dos jovens        | Classificação dos jovens | Classificação dos jovens |
| Ciclista                 | Ciclista                 | Equipe                          | Pontos                   |                          |
| ------------------------ | ------------------------ | ------------------------------- | ------------------------ | ------------------------ |
| 1.                       | Sofia Bertizzolo         | Astana Women's Team             | 42 pts                   |                          |
| 2.                       | Liane Lippert            | Sunweb                          | 24 pts                   |                          |
| 3.                       | Jeanne Korevaar          | WaowDeals                       | 22 pts                   |                          |
| 4.                       | Elisa Balsamo            | Valcar PBM                      | 12 pts                   |                          |
| 5.                       | Maria Novolodskaya       | Cogeas-Mettler Pro Cycling Team | 12 pts                   |                          |

## Evolução das classificações
| Carreira (Vencedora)                  | Classificação individual | Classificação por equipas | Classificação sub-23 |
| ------------------------------------- | ------------------------ | ------------------------- | -------------------- |
| Strade Bianche (Anna van der Breggen) | Anna van der Breggen<    | Boels Dolmans             | Angelica Brogi       |
| Final                                 |                          |                           |                      |